# Holmestad
Holmestad är kyrkbyn i Holmestads socken i Götene kommun, belägen en kilometer öster om Götene och strax söder om E20. Från 2015 avgränsar SCB här en småort.
I byn ligger Holmestads kyrka och en halvmil därifrån i Ringåsens skog återfanns tidigare Konung Rings gravsten.